# Jewish Welcome Service Vienna
Der Jewish Welcome Service Vienna (JWS) ist eine 1980 gegründete Non-Profit-Organisation mit Sitz in Wien. Präsident des Vereins ist der Wiener Bürgermeister Michael Ludwig. Leiter war bis 2007 Leon Zelman.

## Funktion
Hauptaufgabe des Vereins ist es, während der nationalsozialistischen Herrschaft in Österreich vertriebene bzw. geflüchtete jüdische Wienerinnen und Wiener und ihre Nachkommen mit dem Wien von heute bekannt zu machen und ihnen damit eine positive Einstellung zur ehemaligen Heimat ihrer Familien zu ermöglichen. 
Der JWS betreibt zu diesem Zweck internationale Öffentlichkeitsarbeit für die jüdische Kultur Österreichs bzw. Wiens, Projekte im Schul- und Erwachsenenbildungsbereich sowie ein Einladungsprogramm für vertriebene Juden und deren Nachkommen und bietet Hilfestellung bei der Kontaktaufnahme mit Behörden und jüdischen Organisationen an. Im Rahmen des Projekts „Welcome to Vienna“ wurden bisher etwa 4000 Österreichern, die im Zuge des „Anschlusses“ 1938 das Land verlassen mussten und nach Kriegsende nicht zurückgekehrt waren, und deren Angehörigen Besuchsreisen in ihre alte Heimat ermöglicht.
Der JWS organisierte 1984 die Veranstaltungsreihe Versunkene Welt (siehe Abschnitt Literatur). Im gleichen Jahr wurde der JWS vom World Jewish Congress (WJC) in New York anerkannt. 1985 fand auf Anregung von Leon Zelman und Einladung von Bundeskanzler Fred Sinowatz eine Ratstagung des WJC in Wien statt.   
Im Gedenkjahr 1988 und in den Folgejahren zeigte der JWS in einer Reihe von Städten der Vereinigten Staaten die zuvor in Wien präsentierte Ausstellung „Jewish Vienna – Heritage and Mission“ (Eröffnung in der Park East Synagogue in New York mit Leon Zelman, Anton Pelinka und Hubert Pfoch am 1. Dezember 1988). Die Tournee wurde vom Wiener Tourismusverband aus Mitteln der Stadt Wien ermöglicht.

## Struktur
Der Jewish Welcome Service Vienna wurde im Dezember 1980 auf Initiative des damaligen Wiener Bürgermeisters Leopold Gratz, des am 1. Mai 1981 von einem Mitglied der terroristischen Abu-Nidal-Organisation ermordeten Stadtrats Heinz Nittel (beide SPÖ) und des Publizisten und Tourismusmanagers Leon Zelman gegründet.
Hauptsponsoren sind seit damals das Kulturressort der Stadt Wien und der Wiener Tourismusverband. Das Einladungs- bzw. Besuchsprogramm wurde und wird (ausgenommen die Jahre mit Bundeskanzler Wolfgang Schüssel 2001–2006) maßgeblich vom Bundeskanzleramt und ständig von der Stadt Wien gefördert.
Die Österreichisches Verkehrsbüro AG, bei der Zelman bis zu seiner Pensionierung aus Altersgründen als Israelexperte angestellt war, zählt ebenfalls zu den Stützen des JWS, indem sie bis 2009 gratis Raum für Informationsbüro und „Back Office“ in ihrem Reisebüro am Stephansplatz beistellte und heute den JWS-Raumbedarf im Misrachihaus auf dem Judenplatz in der Wiener Altstadt, wo sich das Museum Judenplatz befindet, finanziert. Auf dem Judenplatz steht das Mahnmal für die österreichischen jüdischen Opfer der Schoah, kurz Holocaust Memorial genannt.
Zu den weiteren Förderern des JWS zählen Sponsoren aus der Wiener Wirtschaft, darunter maßgeblich die Vienna Insurance Group (Wiener städtische Versicherung).
Als Präsident des JWS fungiert traditionellerweise der Wiener Bürgermeister, derzeit Michael Ludwig als Nachfolger von Langzeitpräsident Michael Häupl. Die Wiener Kulturstadträtin Veronica Kaup-Hasler ist, wie zuvor ihr bis 2018 aktiver Vorgänger Andreas Mailath-Pokorny, Vorstandsmitglied, ebenso Stadträtin Kathrin Gaál. Generalsekretär des Vereins war von 1980 bis zu seinem Tod 2007 Leon Zelman; ihm folgte seine Assistentin Susanne Trauneck nach. Im April 2016 wurde der neue Direktor des Wien Museums, Matti Bunzl, in den Vereinsvorstand aufgenommen.

## Publikationen
1984 fungierte der JWS als Verleger des Katalogs Versunkene Welt, herausgegeben von Joachim Riedl, redigiert von Hans Peter Hofmann, erschienen zur gleichnamigen Veranstaltungsreihe: Ausstellung im Künstlerhaus Wien vom 30. Oktober bis 3. Dezember 1984, Filmreihe Judentum und Film im Künstlerhaus-Kino vom 15. bis 29. November 1984 und internationales Symposion Die Welt von gestern – Erinnerungen und Vorahnungen, Wiener Rathaus, 19. bis 22. November 1984.
Ein mit dem JWS verbundener Herausgeberverein publiziert jährlich im Wiener Falter-Verlag die Zeitschrift Das Jüdische Echo. Nach Leon Zelman war 2008–2013 Marta S. Halpert Chefredakteurin des anspruchsvollen Magazins; ihr Nachfolger ist der Buchautor und frühere profil- und Der Standard-Redakteur Erhard Stackl.
Jüdisches Museum Wien und JWS geben, zuletzt mit Stand Mai 2015, in Kooperation mit dem WienTourismus und dem Presse- und Informationsdienst der Stadt Wien die von Danielle Spera und Alfred Stalzer konzipierte deutsch-englische Broschüre Jüdisches Wien. Erbe und Auftrag / Jewish Vienna: Heritage and Mission heraus. Weiters betreibt der JWS eine Website in englischer Sprache.